# Лоенгрин
 Тази статия е за литературния герой.  За операта вижте Лоенгрин (опера).  
Лоенгрин (на немски: Lohengrin) е герой от немската артурианска литература.
Син на Парцифал, той е рицар на Свещения Граал, изпратен с лодка, теглена от лебед, за да помогне на девица, която не може да го пита за идентичността му. Историята на Лоенгрин се появява за пръв път в епоса „Парцифал“ на Волфрам фон Ешенбах в началото на XIII век, но се основава на известната от множество по-ранни източници легенда за Рицаря на лебеда.
Легендата за Лоенгрин е основа на операта „Лоенгрин“ (1848) на Рихард Вагнер.